# Retenció d'ordre zero

Figura 1. La funció rect desplaçada i escalada en el temps utilitzada en l'anàlisi del domini temporal del ZOH.

La retenció d'ordre zero (ZOH) és un model matemàtic de la reconstrucció pràctica del senyal feta per un convertidor digital a analògic (DAC) convencional. És a dir, descriu l'efecte de convertir un senyal de temps discret en un senyal de temps continu mantenint cada valor de mostra durant un interval de mostra. Té diverses aplicacions en la comunicació elèctrica.

Figura 2. Senyal constant a trossos x _{ZOH}(t).

## Model de domini temporal

Figura 3. Una pinta de Dirac modulada x_{s}(t).

Una retenció d'ordre zero reconstrueix la següent forma d'ona en temps continu a partir d'una seqüència de mostra x[n], suposant una mostra per interval de temps T:{\displaystyle x_{\mathrm {ZOH} }(t)\,=\sum _{n=-\infty }^{\infty }x[n]\cdot \mathrm {rect} \left({\frac {t-T/2-nT}{T}}\right)}on {\displaystyle \mathrm {rect} (\cdot )} és la funció rectangular.
La funció {\displaystyle \mathrm {rect} \left({\frac {t-T/2}{T}}\right)} es mostra a la figura 1, i {\displaystyle x_{\mathrm {ZOH} }(t)} és el senyal constant a trossos que es mostra a la figura 2.

## Model de domini de freqüència
L'equació anterior per a la sortida del ZOH també es pot modelar com la sortida d'un filtre lineal invariant en el temps amb una resposta d'impuls igual a una funció rect, i amb l'entrada una seqüència d'impulsos de dirac escalats als valors de la mostra. Aleshores, el filtre es pot analitzar en el domini de la freqüència, per comparar-lo amb altres mètodes de reconstrucció com la fórmula d'interpolació Whittaker-Shannon suggerida pel teorema de mostreig de Nyquist-Shannon, o com la retenció de primer ordre o la interpolació lineal entre els valors de la mostra.
En aquest mètode, una seqüència d'impulsos de Dirac, xs(t), que representen les mostres discretes, x[n], es filtra de pas baix per recuperar un senyal de temps continu, x(t).
El fet que els pràctics convertidors digital-analògic (DAC) no emetin una seqüència d'impulsos dirac, x s (t) (que, si es filtren idealment passa-baix, donarien com a resultat l'únic senyal limitat de banda subjacent abans del mostreig), però en lloc d'emetre una seqüència de polsos rectangulars, xZOH(t) (una funció constant a trossos), significa que hi ha un efecte inherent de la ZOH en la resposta de freqüència efectiva del DAC, donant lloc a una lleugera baixada del guany al freqüències més altes (a 3,9224 Pèrdua dB a la freqüència de Nyquist, corresponent a un guany de sinc(1/2) = 2/π). Aquesta caiguda és conseqüència de la propietat de retenció d'un DAC convencional, i no es deu a la mostra i la retenció que poden precedir un convertidor analògic a digital (ADC) convencional.